# Drosanthemum schoenlandianum
Drosanthemum schoenlandianum är en isörtsväxtart som först beskrevs av Rudolf Schlechter, och fick sitt nu gällande namn av L. Bol. Drosanthemum schoenlandianum ingår i släktet Drosanthemum och familjen isörtsväxter. Inga underarter finns listade i Catalogue of Life.